# Роза чайная (альбом)
«Роза чайная» — восьмой студийный альбом российской певицы Маши Распутиной, выпущенный в июне 2003 года на лейбле RONEes. 

## Обложка альбома
Пластинка представляет собой скорее компиляцию прошлых песен, но с добавлением новых, и была выпущена к возвращению певицы на сцену после долгого перерыва. 
Главным хитом и локомотивом на альбоме является заглавная песня, записанная в дуэте с певцом Филиппом Киркоровым, получившая множество наград и ставшая лидером хит-парадов в России и СНГ. Ещё одной новинкой на альбоме является песня «Мечта» — тоже дуэт с Киркоровым. Интересно, что на обложке спиной изображен Киркоров, в то время как на его альбоме «Незнакомка» 2003 года спиной изображена уже Распутина.

## Отзывы критиков
Алексей Мажаев из InterMedia, комментируя «Розу чайную» отметил, что «возвращенческая песня была выбрана по всем правилам пиара: альянс с Филиппом Киркоровым добавляет второму пришествию Маши „скандальности для домохозяек“, а яркая внешность певицы стала настолько эффектней, что те же домохозяйки уже месяц обсуждают её пластическо-хирургическую природу». Отметил он и то, что песня «обладает совершенно бессмысленным текстом, ещё раз подтверждая, что Распутиной не важно, о чём петь, а главное — как». По его мнению, «вокальный простой сказался на голосе певицы весьма благотворно: к имеющимся данным добавился голод по настоящему делу и в результате безобидные слова „серебрится роза чайная, как бокал вина“ пропеваются Машей с такой беспощадной страстью, что на её фоне теряется даже бархатный тенор Филиппа». Он также пошутил, что «если бы творческие соображения превалировали здесь над коммерческими, петь эту песню надо было бы с Кириллом Немоляевым — из совместного рычания артистов мог бы получиться замечательный комический дуэт».
Говоря об остальной части альбома Мажаев заявил, что в «большинстве треков Маша разворачивается во всю мощь голосовых связок, надрывно вереща произведения, которые в любом другом исполнении показались бы довольно серенькими, однако буйство это слушателя быстро утомляет, а, когда Распутина дает лирики и пробует петь тихо, результат не впечатляет: в лучшем случае она начинает звучать как Пугачёва, в худшем — как какие-нибудь бесцветные певички, пропадающие со сцены раньше, чем публика успевает выучить их псевдонимы». Резюмируя он написал, что «сдержанность и полутона Маше противопоказаны: свои козыри надо демонстрировать, не обращая внимания на злопыхательское мнение, что их чересчур много».

## Список композиций
| №   | Название                                   | Текст песни       | Музыка             | Длительность |
| --- | ------------------------------------------ | ----------------- | ------------------ | ------------ |
| 1.  | «Роза чайная» (дуэт с Филиппом Киркоровым) | Владимир Степанов | Кай Метов          | 4:20         |
| 2.  | «Дождь сумасшедший»                        | Владимир Степанов | Александр Лукьянов | 3:35         |
| 3.  | «Платье из роз»                            | Владимир Степанов | Игорь Матета       | 6:42         |
| 4.  | «Я обожгу тебя улыбкой»                    | Симон Осиашвили   | Александр Лукьянов | 4:58         |
| 5.  | «Счастье на дороге не валяется»            | Борис Шифрин      | Александр Лукьянов | 4:31         |
| 6.  | «Поцелуй меня при всех»                    | Симон Осиашвили   | Александр Лукьянов | 5:13         |
| 7.  | «Хожу от дома к дому»                      | Лариса Рубальская | Аркадий Укупник    | 4:20         |
| 8.  | «Снегириная ночь»                          | Владимир Степанов | Александр Лукьянов | 4:58         |
| 9.  | «Королева»                                 | Владимир Степанов | Александр Лукьянов | 3:57         |
| 10. | «Гуляй, душа»                              | Владимир Степанов | Александр Лукьянов | 4:04         |
| 11. | «Ты меня не буди»                          | Владимир Степанов | Игорь Матета       | 4:26         |
| 12. | «После любви»                              | Симон Осиашвили   | Александр Лукьянов | 4:51         |
| 13. | «Вернись, любовь»                          | Мария Городова    | Александр Лукьянов | 4:08         |
| 14. | «Купи меня, купи!»                         | Владимир Степанов | Александр Лукьянов | 4:11         |
| 15. | «Ты обними, ты приласкай»                  | Римма Казакова    | Александр Лукьянов | 4:14         |
| 16. | «Ты упал с луны»                           | Владимир Степанов | Александр Лукьянов | 4:38         |
| 17. | «Мечта» (дуэт с Филиппом Киркоровым)       | Андрей Морсин     | Иван Пеев          | 3:58         |